# Folsomides analuisae
Folsomides analuisae är en urinsektsart som beskrevs av Fjellberg 1993. Folsomides analuisae ingår i släktet Folsomides och familjen Isotomidae. Inga underarter finns listade i Catalogue of Life.